# Peter Wirth
Peter Wirth (ur. 2 marca 1930 w Monachium) – niemiecki historyk, bizantynolog.

## Życiorys
Studiował na Uniwersytecie Ludwika i Maksymiliana w Monachium. Pracował do przejścia na emeryturę w 1995 jako pracownik w Bawarskiej Akademii Nauk. 

## Wybrane publikacje
- Grundzüge der byzantinischen Geschichte, Darmstadt 2006.
- Eustathii Thessalonicensis, Opera minora, Berolin 2000.
- Regesten der Kaiserurkunden des oströmischen Reiches, t. 2–5, 1965–1995.